# NAFC
La North American Football Confederation (it. Confederazione Calcistica del Nord America), meglio nota con la sigla NAFC, fu fondata nel 1946 e fu l'antesignana della CONCACAF come organo direttivo del calcio nel Nord America fino al 1961, anno in cui si unì con la CCCF per formare la CONCACAF.
Il nome NAFC fu ripreso per poco tempo nei primi anni '90 per determinare un campione nordamericano, ma fu abbandonato in occasione dell'istituzione della CONCACAF Gold Cup nel 1991.

## Squadre affiliate
- Canada
- Cuba
- Messico
- Stati Uniti

## Competizioni

### Nazionali
La NAFC ha organizzato due edizioni del Campionato nordamericano di calcio (NAFC Championship) nel 1947 e nel 1949.
Sotto l'egida della CONCACAF sono state organizzate altre due edizioni del Campionato nordamericano di calcio nel 1990 e nel 1991 (North American Nations Cup).
- NAFC Championship